# Métropole de Léros, Kálymnos et Astypalée

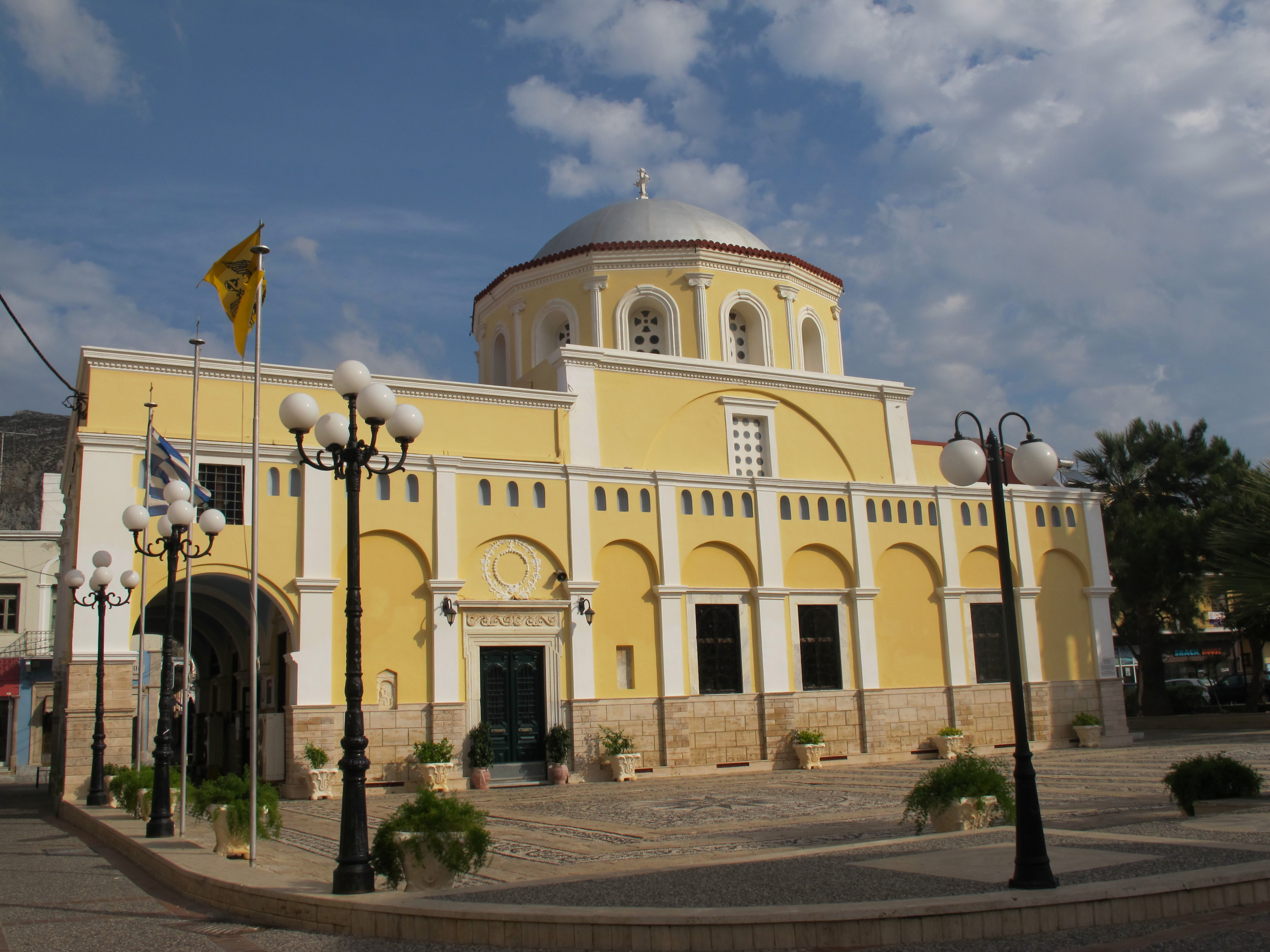
La basilique métropolitaine de Kálymnos dédiée à la « Transfiguration ».

La Métropole de Léros, Kálymnos et Astypalée (en grec ecclésiastique : Ιερά Μητρόπολις Λέρου Καλύμνου και Αστυπαλαίας) est un évêché du Patriarcat œcuménique de Constantinople situé en Grèce, dans le Dodécanèse dont elle est la troisième métropole selon le rang honorifique. Son siège est à Lakki, principale localité de l'île de Léros et elle étend sa juridiction sur les trois îles de Léros, Kálymnos et Astypalée, ainsi que sur Psérimos et quelques îles voisines inhabitées.

## Les cathédrales
Les cathédrales sont l'église de l'Annonciation à la Mère de Dieu à Léros et la basilique de la Transfiguration à Kalymnos.

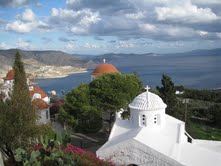
L'église Saint-Sabbas de Kalymnos.

## Les métropolites
Ils portent le titre de Très vénérable métropolite de Léros, Kalymnos et Astypaléa, Exarque des îles Sporades. En 1888, l'évêque Chrysante de Neurokopion accède au rang de métropolite en se voyant confier la métropole de Léros et Kalymnos. Le 23 novembre 1950, la mention d'Astypalée est ajoutée à la titulature de la métropole. Le titulaire actuel est Paisios Aravantinos depuis le 21 mai 2005, précédé par Nectaire Hadzimichalis du 3 août 1980 au 16 mai 2005.

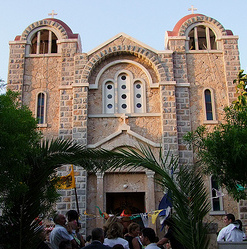
L'église Sainte-Marine de Léros un jour de procession

## Siège titulaire catholique
Au Moyen Âge, Kalymnos et Léros firent partie des États latins d'Orient, plus exactement de l'Ordre de Saint-Jean de Jérusalem à Rhodes de 1310 à 1522, et depuis ce temps jusqu'en 1985 l'Église catholique eut un Siège titulaire d'« évêque de Lérus » attribué à des évêques éminents sans évêché, en particulier à l'évêque émérite de Saint-Dié de 1946 à 1960.

## Juridiction
- Île de Léros (7 paroisses) : voir Diptyques de l'Église de Grèce.
- Île de Kalymnos (21 paroisses)
- Île de Psérimos (1 paroisse)
- Île d'Astypalée (4 paroisses)

## Monastères

### Moines
- Monastère Saint-Pantéléïmon

### Sœurs
- Monastère de la Mère de Dieu de l'Annonciation
- Monastère Sainte-Catherine
- Monastère de Tous les saints
- Monastère de l'Ascension
- Monastère Notre-Dame de Pitié de Rotsos

### Skites de moines
- Skite de la Sainte-Croix
- Skite Saint-Macaire Vothyni
- Skite de la Sainte-Trinité à Chali
- Skite Saint-Paul

### Skite de sœurs
- Skite Sainte-Macrine

### Métochioi de monastères
- Saint-André, métochion du monastère Sainte-Catherine du Patriarcat de Jérusalem.
- Saint-Nectaire, métochion du monastère de Tous les saints de Bérée, de la Métropole de Bérée et Naousse du Patriarcat de Constantinople.

## Les fêtes et processions locales
- Le 7 avril fête de saint Sabbas de Kalymnos, ascète (+ 1948).
- Le 15 août fête de la Mère de Dieu Portaïtissa, fêtée à Astypalée.
- Le 5 décembre fête de saint Sabas le Sanctifié.

## Sources
- Site de la métropole :
- Diptyques de l'Église de Grèce, éditions de la Diaconie apostolique, Athènes (édition annuelle).